# 侵入する男
『侵入する男』（しんにゅうするおとこ、The Intruder）は2019年のアメリカ合衆国のスリラー映画。監督はデオン・テイラー、出演はデニス・クエイドとマイケル・イーリーなど。本作は日本国内で劇場公開されなかったが、2020年4月8日にデジタル配信された。

## ストーリー
ハワード夫妻（スコットとアニー）はチャーリー・ペックが所有する古い屋敷を購入し、引っ越してくる。一見すると人の良さそうなペックに対してアニーは好感を抱くが、スコットはペックを怪しむ。実はペックには裏の顔があり、家に対して異常なまでに執着していた。その執着故に、ペックは離婚協議で家の所有を主張した妻を自殺に見せかけて殺害するほどであった。ペックが2人に接近したのは、家の状態を把握するためであり、ペックは夫妻が家に手を加えていないか監視していたのである。
当初、ペックは夫妻を追い出すことを目的に活動していたが、アニーと交流しているうちに、その美しさと優しさに魅了されてしまう。ペックはアニーもろとも家を奪い取るべく、スコット殺害を決意し、スコットを車ではねる。幸い軽傷で済んだスコットは同僚の協力によってペックの正体を突き止めるが、その過程で親友のマイクはペックに殺されてしまう。当初はペックに対する疑惑を真面目に取り合わなかったアニーだったが、スコットの留守中に現れたペックがあからさまに自分への好意を示す姿に恐怖を抱くと、ペックをやんわりと追い出す。そして、家の中に隠し部屋があり、ペックがそこで暮らしていたことを知る。この事態にペックは正体をあらわし、アニーに襲いかかる。そこにスコットが帰宅する。激しい格闘の末、スコットはペックを「侵入者」として射殺する。

## キャスト
※括弧内は日本語吹替
- チャーリー・ペック: デニス・クエイド（てらそままさき）
- スコット・ハワード: マイケル・イーリー（板倉光隆）
- アニー・ハワード: ミーガン・グッド（うえだ星子）
- マイク: ジョセフ・シコラ（英語版）（森宮隆） - スコットの仕事仲間で親友。
- レイチェル: アルヴィナ・オーガスト - マイクの恋人。
- ジリアン・リチャーズ: エリカ・セラ - スコットのクライアント。
- ブライアン: リー・ショーテン - スコットの同僚。IT部門。

## 製作・公開
2018年5月14日、デオン・テイラー監督の新作映画にデニス・クエイド、マイケル・イーリー、ミーガン・グッドが起用されたとの報道があった。
当初、本作は2019年4月26日に全米公開される予定だったが、同日に公開される『アベンジャーズ/エンドゲーム』との競合を避けるために、公開日が同年5月3日に延期された。

## マーケティング・興行収入
2018年11月19日、本作のオフィシャル・トレイラーが公開された。
本作は『ロング・ショット 僕と彼女のありえない恋』及び『アグリードール』と同じ週に封切られ、公開初週末に1000万ドル前後を稼ぎ出すと予想されていたが、その予想は的中した。2019年5月3日、本作は全米2222館で公開され、公開初週末に1085万ドルを稼ぎ出し、週末興行収入ランキング初登場2位となった。

## 評価
本作に対する批評家からの評価は芳しいものではない。映画批評集積サイトのRotten Tomatoesには67件のレビューがあり、批評家支持率は28%、平均点は10点満点で4.14点となっている。サイト側による批評家の見解の要約は「『侵入する男』は絶叫シーンが多い映画を好む人の心には響くかもしれないが、同作のプロットが滑稽であるために、緊張感がなくなっている。それが原因で、デニス・クエイドの鬼気迫る演技も台無しになっている。」となっている。また、Metacriticには24件のレビューがあり、加重平均値は38/100となっている。なお、本作のCinemaScoreはB-となっている。